# Farup Sogn
Farup Sogn ist eine Kirchspielsgemeinde (dän.: Sogn)  im südlichen Dänemark. Bis 1970 gehörte sie zur Harde Ribe Herred im damaligen Ribe Amt, danach zur Esbjerg Kommune (1970–2006) im erweiterten Ribe Amt, die im Zuge der  Kommunalreform zum 1. Januar 2007 in der „neuen“  Esbjerg Kommune in der Region Syddanmark aufgegangen ist.
Im Kirchspiel leben 743 Einwohner (Stand:1. Januar 2023). Im Kirchspiel liegt die Kirche „Sankt Nicolai Kirke“.